# اوسوشی
اوسوشی (به لاتین: Úsuší) یک منطقهٔ مسکونی در جمهوری چک است که در شهرستان برنو-ونکوو واقع شده‌است. اوسوشی ۲٫۸۷ کیلومتر مربع مساحت و ۲۰۱ نفر جمعیت دارد و ۴۴۴ متر بالاتر از سطح دریا واقع شده‌است.